# Hamilton (Caroline du Nord)
Pour les articles homonymes, voir Hamilton.
Hamilton est une ville des États-Unis, située dans le comté de Martin en Caroline du Nord.
Au recensement de 2010, sa population était de 516 hab.

## Démographie
| 1860 | 1870 | 1880 | 1890 | 1900 | 1910 |
| ---- | ---- | ---- | ---- | ---- | ---- |
| 242  | 200  | 369  | 781  | 493  | 452  |

| 1920 | 1930 | 1940 | 1950 | 1960 | 1970 |
| ---- | ---- | ---- | ---- | ---- | ---- |
| 474  | 508  | 524  | 514  | 565  | 579  |

| 1980 | 1990 | 2000 | 2010 | - | - |
| ---- | ---- | ---- | ---- | - | - |
| 638  | 544  | 516  | 408  | - | - |

## Source
- (en) Cet article est partiellement ou en totalité issu de l’article de Wikipédia en anglais intitulé « Hamilton, North Carolina » (voir la liste des auteurs).